# Krzyż Waleczności Armii gen. Bułak-Bałachowicza
Krzyż Waleczności Armii gen. Bułak-Bałachowicza (pełna nazwa — Krzyż Waleczności b. Ochotniczej Sprzymierzonej Armii generała Stanisława Bułak-Bałachowicza) – odznaczenie wojskowe ustanowione w Polsce.

## Historia
Krzyż Waleczności został ustanowiony z inicjatywy gen. Bułak-Bałachowicza, w celu wyróżnienia oficerów i szeregowych formacji zorganizowanej  z Białorusinów i „białych” Rosjan, pod jego dowództwem. Formacja ta pod nazwą  Armii Ochotniczej Sprzymierzonej z Polską, walczyła po stronie polskiej w wojnie polsko-bolszewickiej. 
Geneza jednostki sięga 5 listopada 1917 roku. Powstała po komunistycznej rewolucji, na froncie ryskim. Oddziały odznaczyły się w walkach o wolność Estonii i w wielu wypadach w głąb Rosji. Ważniejsze walk w tym okresie to: 5 marca 1919 r. zdobyły fortece Roskopel, 5 kwietnia 1919 r. zdobyły Gdów i oswobodzenie 500 zakładników skazanych na śmierć, 29 kwietnia 1919 r. zdobyły Psków. Następnie walczyły w obronie Łotwy, Litwy, Polski i Ukrainy. Zdobyły znajdujący się na tyłach wojsk sowieckich Pińsk, oswobadzając kilkuset zakładników i wzięły do niewoli Sztab IV Armii oraz kilka dywizji sowieckich. Po zawieszeniu broni w Polsce, korpus walczył na Białorusi, aż do 18 marca 1921 r.
Krzyż ten miał być nagrodą za waleczność, a także służył jako upamiętnienia działań formacji. Kompetencje nadawania odznaczenia należały do Kapituły Krzyża, na której czele stał gen. Bułak-Bałachowicz. Istniały trzy kapituły odznaczenia:
- pierwsza, zwołana jeszcze w Estonii w dniu 5 listopada 1918 r
- druga, powołana w Warszawie przez gen. Jarosławcewa w dniu 6 marca 1921 r.
- trzecia, powołana w 18 marca 1931 roku, w dziesięciolecie zakończenia walk.

Kawalerów odznaczenia obowiązywał swoisty kodeks zwany  10 przykazaniami rycerskimi:
1. Wiara w Boga, sprawiedliwość i męstwo, oto cechy prawdziwego rycerza
2. Nim rozpoczniesz walkę z wrogiem, zwalcz wszelkie zło w sobie samym
3. Za naszą i waszą wolność - to nasze hasło. Szanuj więc wolność tego kraju, w którym przebywasz
4. Bądź świadom swych czynów oraz gotów bądź ponieść wszystkie ich konsekwencje
5. Piękny czyn jest lepszy od najpiękniejszych haseł
6. Nie wyjmuj oręża bez potrzeby ale i nie chowaj bez użytku
7. Umiej przebaczać gdyż i sam nie jesteś święty
8. Nie buduj szczęścia swego na nieszczęściu innych
9. Dla kawalera Krzyża, każdy wierzący w Boga jest bratem
10. Śmierć w boju w obronie Krzyża jest dla rycerza największym zaszczytem i nagrodą

Do odznaczenia wydawano dyplom oraz legitymację. Przez wiele lat polskie władze wojskowe tolerowały odznaczenie ustanowione przez sojusznika, choć nigdy nie zostało to odznaczenie formalnie zatwierdzone, choćby dlatego, że przysługiwało głównie byłym żołnierzom formacji, a formalnie – białoruskim emigrantom. Także byli polscy żołnierze, którzy współdziałali na froncie z Ochotniczą Armią Sprzymierzoną również mieli prawo do tego odznaczenia.
Na początku lat trzydziestych XX wieku polskie władze wojskowe, w związku z deprecjacją Krzyża Waleczności zmuszone były wydać kategoryczny zakaz noszenia tego odznaczenia na mundurach wojskowych. 

## Opis oznaki
Oznaka Krzyża Waleczności byłej Ochotniczej Sprzymierzonej Armii gen. Stanisława Bułak-Bałachowicza swoim wyglądem nawiązywała do rosyjskiego wojskowego Orderu Św. Jerzego, był to krzyż o wymiarach 41 x 37 mm. Awers krzyża miał emaliowane na biało ramiona. W środku krzyża znajdowała się tarcza otoczona wieńcem laurowym, wewnątrz której znajdował się wizerunek czaszki, pod którą jest skrzyżowany miecz i pochodnia – co miało podkreślać „szturmowy” charakter formacji. Rewers odznaki był gładki.
Krzyż był noszony na czarnej wstążce ze złotymi paskami na bokach.
Od lat 70. XX wieku na rynku pojawiła się duża ilość kopii odznaczenia.